# Çiftliközü, Derbent
Çiftliközü là một thị trấn thuộc huyện Derbent, tỉnh Konya, Thổ Nhĩ Kỳ. Dân số thời điểm năm 2011 là 772 người.